# Espaceur interne transcrit

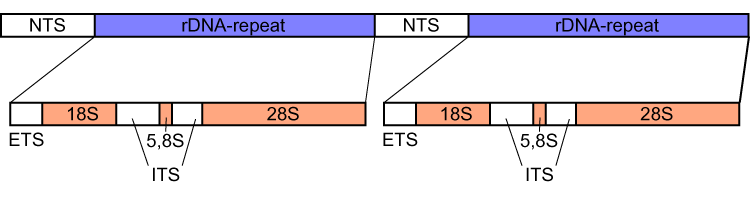
Organisation des ADN ribosomaux eucaryotes nucléaires.

Pour les articles homonymes, voir Espaceur et ITS.
L'Espaceur interne transcrit (ou Internal transcribed spacer (ITS) en anglais) est une portion de l'ADN ribosomique située entre les gènes de la petite et de la grande sous-unité de l'acide ribonucléique ribosomique. Il est utilisé en phylogénie des eucaryotes et en barcoding moléculaire des champignons ou des cyanobactéries.
Les espaceurs internes transcrits ont un taux de mutations sensiblement plus élevé sous l'effet d'insertions, de délétions et de mutations ponctuelles, ce qui rend inopérante la comparaison de séquences d'ITS entre espèces très éloignées, comme les humains et les grenouilles par exemple. Il est toutefois utilisé avec succès pour des analyses phylogénétiques entre espèces voisines.

## Historique
Michel Delseny, directeur de recherche émérite au CNRS et membre de l'Académie des sciences, a été le premier à rapporter la séquence de l'espaceur des gènes codant les ARN ribosomiques d'une dicotylédone en 1988 et à montrer les bases de l'hétérogénéité des gènes ribosomiques chez les plantes,.